# 12 décembre 1968
Le jeudi 12 décembre 1968 est le 347e jour de l'année 1968.

## Naissances
- Éric Millot, patineur artistique français
- Anita Valen de Vries, coureuse cycliste professionnelle norvégienne
- Claudie Tanghe, pilote de rallye belge
- Dimitri Kouzmine, poète, traducteur et éditeur russe
- Mateusz Kijowski, Militant polonais
- Mathias Brunet, journaliste canadien
- Minni Minnawi, dirigeant de l'une des factions de l'Armée de libération du Soudan
- Rodolphe Gilbert, joueur de tennis français
- Rory Kennedy, réalisatrice et productrice de documentaires américaine
- Sašo Udovič, joueur de football slovène
- Syed Shahnawaz Hussain, personnalité politique indienne
- Tatiana, chanteuse et actrice mexicaine

## Décès
- Antonio Cifariello (né le 19 mai 1930), acteur italien
- Kiyomatsu Matsubara (né le 10 février 1907), biologiste japonais
- Tallulah Bankhead (née le 31 janvier 1902), actrice américaine

## Événements
- Entrée en fonction du gouvernement Rumor I en Italie